# 保罗·F·拉扎斯菲尔德

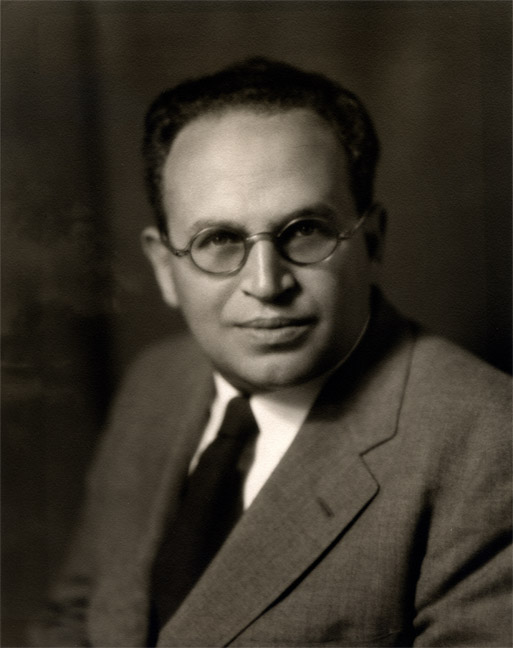
Paul Lazarsfeld

保罗·菲力克斯·拉扎斯菲尔德（Paul Felix Lazarsfeld，1901年2月13日—1976年6月30日），美籍犹太人，是一位著名的美国实证社会学家。他是哥倫比亞大學應用社會研究局的創辦人。他對研究的組織及技術都有深遠的影響。一位他的同事在他逝世後透露，「他不太是美國社會學家，因為他奠定了美國社會學的模樣。」由于他在伊利县调查中提出了两级传播理论，确立了大众传播的有限效果论，他被施拉姆列为传播学四大奠基人之一。由于他发明和规范化了许多重要的研究方法，也被称为“工具制造者”。

## 生平事蹟
他在奧地利維也納出生，父親羅拔·拉扎斯菲爾德（Robert Lazarsfeld）是一名律師，而母親是維也納的個體心理學家蘇菲·拉扎斯菲爾德（Sophie Lazarsfeld），他生於德國孟克。他在那裡成長並且就讀一所學校，但學校與他的成績單在1919年被封鎖。這成了左翼行動者最早期的運動，目的是以政治方式聯合社會主義學生。這些成員後來組織了奧地利社會民主工人黨。後來拉扎斯菲爾德到了維也納大學修讀數學，而他在1924年的博士論文課題涉及到艾恩斯坦重力學說中的數學範疇。在20年代, 他進入了和維也納哲學家一樣的社交圈子，當中有經濟學者奧圖·紐拉特和魯道夫·卡爾納普。拉扎斯菲爾德持著數學和定量方法上的專門技術，踏上社會學的路途，參加幾項早期的定量研究，包括在1930至1931年的可能是無線電收聽器的第一科學勘測。
- 1924年至1925年，他在法國完成了碩士課程。他後來更加入了國際工人社會黨的法國分部。1925年8月，參與了國際社會主義工人在馬賽的兩個大會。年底，他返回維也納。
- 1926年，他與社會學家Marie Jahoda結婚；他們的女兒（Lotte Lazarsfeld）在1930年出生；但婚姻到1934年結束。
- 1929至1933年，他在維也納大學的心理學會工作，成為卡尔·布勒及Charlotte Bühler的助手。1930-1933年，他擔任了維也納的經濟研究中心的主管。
- 1933年至1935年，他獲得洛克菲勒基金會的獎學金,赴美國進修。在1935年決定逗留在美國。他曾多次返回維也納，只是為了獲得工作簽證而不是學生簽證。最終在1943年入籍美國。
- 1935年至1936年，他在新澤西的全國青年事務局擔任主任。翌年，獲紐瓦克大學任命為一個新研究中心的首長。這個中心是根據他在歐洲創造的協會結構。在「行政研究」之下，一個大群專家在研究中心工作，部署了一連串社會科學調查方法－大規模市場調查、對資料的統計分析、焦點群工作等等，來為具體客戶解決具體問題。資助不僅來自大學，也來自外判研究計劃的商業客戶。這樣產生了兩個冗長的報告，課題關於乳品加工業對牛奶的消耗量的影響因素；還有一個問卷調查，估計是否他們購物太多了。
- 1944年，他發佈的《人們的選擇—選民如何在總統大選中下決定》，以1940年的美國總統大選為分析案例。這本書代表這是第一個針對政治活動進行種重要的科學調查，介紹小樣本連續調查法的設計、考慮長時間政治活動的長期研究策略，以及首次比較大眾媒介與人際傳播。

## 研究著作
- Lazarsfeld,P.F.,Berelson,B.,and Gaudet,H.(1944).ThePeople's Choice
- Hans Zeisel, "The Vienna Years," in Qualitative and Quantitative Social Research: Papers in honor of Paul F. Lazarsfeld, ed. Robert K. Merton, James S. Coleman, and Peter. H. Rossi (New York: Free Press, 1979)
- Wilbur Schramm, "The Beginnings of Communication Study in America: A Personal Memoir", ed. Steven H. Chaffee and Everett M. Rogers (Thousand Oaks, CA: Sage Publications, 1997)
- Lazarsfeld, Paul. "An Episode in the History of Social Research: A Memoir." In _The Intellectual Migration: Europe and America, 1930-1960_, ed. Donald Fleming and Bernard Bailyn 270-337. Cambridge, MA: Harvard University Press, 1969.
- Fürstenberg, Friedrich, "Knowledge and Action. Lazarsfeld´s foundation of social research"; in: Paul Larzarsfeld (1901-1976). La sociologie de Vienne à New York (eds. Jacques Lautman & Bernard-Pierre Lécuyer); Paris-Montréal (Qc.): Ed. L´ Harmattan, 423-432;  online-Version:  （页面存档备份，存于）

## 著作
- Fürstenberg, Friedrich: "Knowledge and Action. Lazarsfeld´s foundation of social research", in: Paul Larzarsfeld (1901-1976). La sociologie de Vienne à New York (eds. Jacques Lautman & Bernard-Pierre Lécuyer); Paris-Montréal (Qc.): Ed. L´ Harmattan, 423-432; online-Version:  （页面存档备份，存于）
- Allerbeck, Klaus: "Paul F. Lazarsfeld", in: Kaesler, D. (Hrsg.) Klassiker der Soziologie 2. (4. Aufl.); München 2003; Beck'sche Reihe: S. 7 - 23